# Eishockey-Weltmeisterschaft 2023
Die 86. Eishockey-Weltmeisterschaft der Herren fand vom 12. bis 28. Mai 2023 in Tampere (Finnland) und Riga (Lettland) statt. Nachdem Russland ursprünglich als Gastgeber vorgesehen war, wurde das Turnier nach dem russischen Überfall auf die Ukraine neu an die beiden Ostseeanrainer vergeben. Kanada gewann seinen 28. WM-Titel vor Deutschland, das seine erste Medaillenplatzierung seit 1953 erreichte, und Co-Gastgeber Lettland, das erstmals überhaupt Edelmetall gewinnen konnte. Die Turniere der unteren Klassen fanden im Vereinigten Königreich, in Estland (Division I), in Spanien, in der Türkei (Division II), in Südafrika, in Bosnien und Herzegowina (Division III) sowie in der Mongolei (Division IV) statt.
Austragungsorte der 25. Eishockey-Weltmeisterschaft der Frauen war das kanadische Brampton. Die Titelkämpfe fanden vom 5. bis 16. April statt. Die Vereinigten Staaten gewannen ihren zehnten WM-Titel vor den titelverteidigenden Gastgeberinnen und Tschechien. Weitere Turniere fanden in der Volksrepublik China, in Südkorea (Division I), in Mexiko, in Südafrika (Division II) in Rumänien und in Israel (Division III) statt.
Die 47. Eishockey-Weltmeisterschaft der U20-Junioren sollte in Nowosibirsk und Omsk stattfinden. Nachdem Russland das Turnier ebenfalls wegen des russischen Überfalls auf die Ukraine entzogen worden war, fand es nun vom 26. Dezember 2022 bis zum 5. Januar 2023 in den kanadischen Städten Halifax und Moncton statt. Gastgeber Kanada wurde zum 20. Mal Weltmeister vor Tschechien und den Vereinigten Staaten. Die Turniere der weiteren Divisionen wurden in Norwegen, in Polen (Division I), in Litauen, in Island (Division II) sowie in der Türkei (Division III) ausgetragen.
Die Austragungsorte der 24. Eishockey-Weltmeisterschaft der U18-Junioren waren Basel und Pruntrut in der Schweiz. Das Turnier fand vom 20. bis zum 30. April 2023 statt. In einer Wiederauflage des Vorjahresfinales schlugen die Vereinigten Staaten Titelverteidiger Schweden knapp nach Verlängerung und gewannen damit ihren elften Titel. Die Bronzemedaille fiel an Kanada. Außerdem spielen in Frankreich, in Slowenien (Division I), in Serbien, in Bulgarien (Division II) sowie in Island und in Südafrika (Division III) die unterklassigen Divisionen.
Die 15. Eishockey-Weltmeisterschaft der U18-Juniorinnen fand vom 8. bis zum 15. Januar 2023 schwedischen Östersund statt. Die kanadischen Juniorinnen wurden zum siebten Mal Weltmeisterinnen. Silber ging die Schwedinnen, während die US-Girls die Bronzemedaille gewannen. Weitere Turniere wurden in Italien, in Polen (Division I) sowie im Vereinigten Königreich und in Bulgarien (Division II) durchgeführt.